# إدوارد إل. كوكرين
إدوارد إل. كوكرين (بالإنجليزية: Edward L. Cochrane)‏ هو مهندس وضابط أمريكي، ولد في 18 مارس 1892 في Mare Island ‏ في الولايات المتحدة، وتوفي في 14 نوفمبر 1959 في نيو هيفن في الولايات المتحدة.